# Маскароза I (графиня Арманьяк)
Маскароза I (фр. Mascarose Ire d'Armagnac; д/н — 1249/1246) — графиня Арманьяк і Фезансак у 1246—1249 роках.

## Життєпис
Походила з Дому Ломань. Донька Жеро V, графа Арманьяк і Фезансак. Була одружена з Арно III Одоном, віконтом Ломань. У 1245 або 1246 році після смерті брата Бернара V, графа Арманьяка і Фезансака, успадкувала його володіння. Її чоловік отримав титул, що заміщає графа. Протягом 1247—1249 років останній боровся з містами та феодалами, що не бажали визнавати його владу.
Маскароза I зберегла союз з Англією, незважаючи на протистояння з графством тулузьким. Померла 1249 року. Владу успадкувала її донька Маскароза II.